# Amanita
Amanita es un género de hongos basidiomicetos del orden Agaricales. Contiene alrededor de 600 especies de hongos, e incluye tanto algunas de las especies más apreciadas como comestible como varias de las más tóxicas del mundo (en su mayoría son tóxicas). La especie tipo del género es Amanita muscaria, mientras que la considerada más peligrosa es Amanita phalloides. El 95% de los envenenamientos por consumo de hongos está provocado por especies que contienen amatoxinas (que son propias, pero no exclusivas, de este género), con una probabilidad de muerte de entre el 10% y el 60%. El tóxico más potente presente en este género, que también puede encontrarse en otras setas venenosas, es la amanitina.
También contiene muchas setas comestibles y muy apreciadas en gastronomía. En una amplia variedad de culturas, las setas de las diferentes especies comestibles de Amanita son recolectadas y procesadas o comercializadas para el consumo. Son muy apreciadas especies como A. zambiana y otras especies carnosas en África Central, A. basii y otras similares en México, A. caesarea en Europa y A. chepangiana en el sudeste Sudeste Asiático. Otras especies se usan para colorear ensaladas, como la roja A. jacksonii, que se consume en la costa este de Norteamérica, desde Canadá hasta México.
Muchas especies son de comestibilidad desconocida, especialmente en países como Australia, donde muchos hongos son muy poco conocidos. Comprensiblemente, esto no es un género que se presta para la experimentación segura.

## Características macroscópicas
La mayoría de especies de este género (salvo excepciones concretas) se caracteriza por presentar placas en la cutícula del sombrero, volva y anillo.
Tanto las placas como la volva son restos del velo general que envuelve al cuerpo fructífero al comienzo de su desarrollo (desarrollo hemiangiocárpico). Estas placas pueden desaparecer fácilmente con la lluvia o al manipular la seta, por lo que no es conveniente basar la identificación de ejemplares únicamente en esta característica. Por otro lado, el anillo es un resto del velo parcial que protege al himenio cuando todavía no está maduro.
En términos micológicos, no se deben confundir las placas con las escamas que pueden aparecer en el píleo de algunas especies. Las placas son restos del velo general que quedan adheridas a la cutícula (se pueden quitar con facilidad), mientras que las escamas son propias del sombrero, que presenta ese aspecto resquebrajado.
Otro carácter común en este género es la esporada de color blanco.